# Terratrèmol d'Indonèsia de 1833
El terratrèmol d'Indonèsia de 1833 fou un dels sismes més potents des de la modernitat, ja que assolí una magnitud estimada de 8,8–9,2, càlcul fet sobretot a partir dels coralls morts, que recullen en forma de sediment el moviment del sòl oceànic i els canvis del nivell del mar, ja que el límit del creixement dels coralls es troba per sota de la línia més baixa de marea; si el nivell del mar varia bruscament per un esdeveniment geològic, el creixement s'atura en un any concret i això queda reflectit als sediments i restes calcàries. Els mètodes de datació que empren urani i tori han ajudat a fixar la data i la magnitud del terratrèmol.

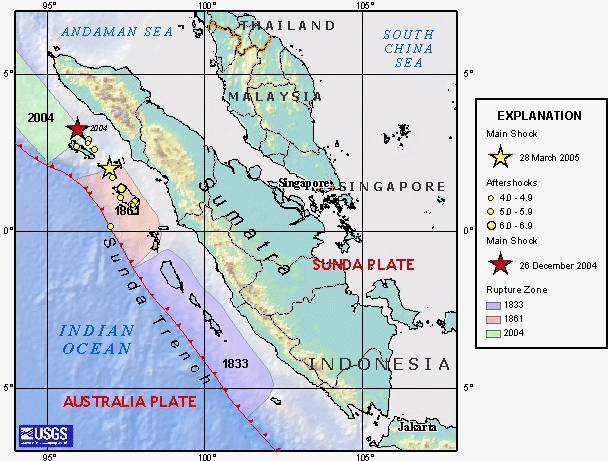
Gràfic que mostra l'activitat del terratrèmol de 1833

L'epicentre del terratrèmol es localitzà a Sumatra, que rau en un límit convergent entre plaques i, per tant, en una zona d'alta activitat sísmica. La placa indo-australiana topà amb la placa eurasiàtica i el 25 de novembre de 1833 es produí una tremolor molt intensa durant més de cinc minuts seguits, un moviment al qual seguiren diverses rèpliques. Es va originar un tsunami que devastà l'illa de Sumatra (aleshores pertanyent a les Índies Orientals Neerlandeses) amb enormes inundacions i que posteriorment travessà l'oceà Índic fins a arribar a les Seychelles, on també destruí poblats i infraestructures per la força de l'aigua. No es coneix amb exactitud el nombre de baixes mortals per la manca de registres fiables de l'època però les cròniques parlen sempre de xifres molt elevades. No hi hagué encara més morts perquè gran part de les onades es dispersaren a alta mar i per la baixa densitat demogràfica dels punts on impactaren.

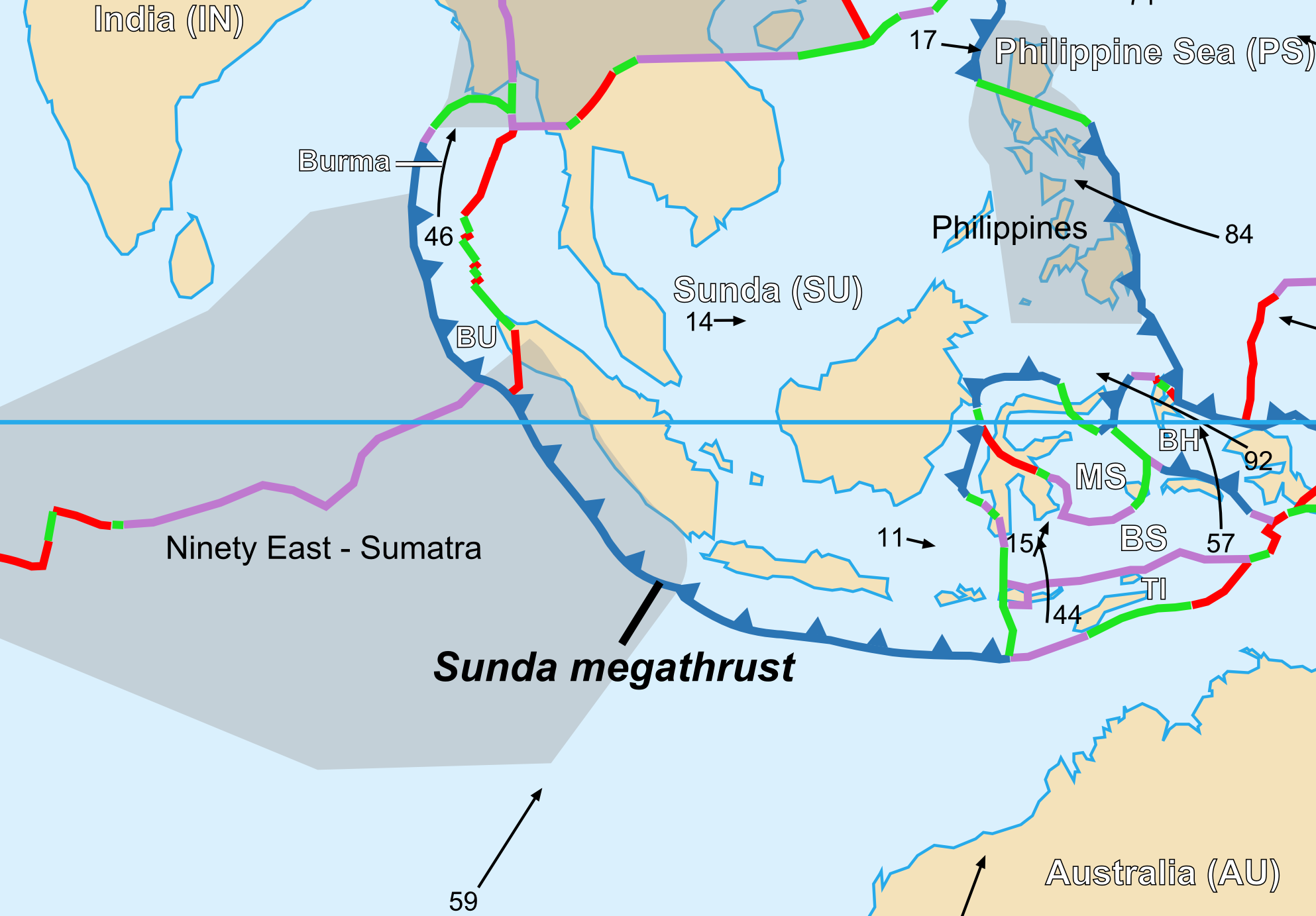
Mapa que mostra les plaques implicades en el terratrèmol

Els estudis científics alerten que és probable una repetició d'un terratrèmol de les mateixes característiques en un futur proper, que causaria molts més danys per l'augment de la població a les àrees costaneres i afectaria més a Àfrica i Índia per l'energia acumulada. La devastació causada pel tsunami de l'oceà Índic del 2004 ha fet incrementar-se la recerca sobre aquest sisme, amb el que té similituds, ja que la falla de Sunda acumula periòdicament energia que s'allibera en forma d'activitat sísmica, com ja havia passat el 1797. Altres episodis de gran intensitat a la zona han tingut lloc el 1861, el 1935, el 1984, l'any 2000, el 2002, el 2005 i el 2007. S'ha demanat amb insistència un equip d'alerta de futurs tsunamis més acurats per salvar vides en cas de properes repeticions.